# Rebirth (musikalbum av Jimmy Cliff)
Rebirth är ett album av den jamaicanske reggaeartisten Jimmy Cliff som släpptes i juli 2012. Det vann en Grammy Award för Best Reggae Album, Cliffs andra, och fanns med i magasinet Rolling Stones lista över de 50 bästa musikalbumen släppta år 2012.
Rebirth var reggaeveteranen Cliffs första album med nya låtar på åtta år. Albumet spelades in i maj–juni och november–december 2011 i The Sound Factory och Canyon Hut i Kalifornien och producerades av Tim Armstrong, frontfigur i Rancid. The Engine Room var sångaren och nyabinghitrummaren Jimmy Cliffs kompband på albumet.  Joe LaPorta svarade för mastering av albumet. Några av låtarna hade Jimmy Cliff skrivit innan inspelningarna startade, medan andra var kom till genom ett samarbete mellan Cliff och Armstrong i studion. Rebirth innehåller också några covers: The Clashs låt "Guns of Brixton",  Joe Higgs '"World Upside Down" och Rancids "Ruby Soho".
I USA nådde Rebirth förstaplatsen på Billboard Top Reggae Albums Chart och plats 76 på den vanliga Billboard 200. I Storbritannien placerade sig albumet på plats 83 på UK Albums Chart.

## Låtar
1. "World Upside Down" (Cliff/Higgs) - 3:10
2. "One More" (Cliff) - 3:26
3. "Cry No More" (Cliff/Armstrong) - 3:18
4. "Children's Bread" (Cliff/Armstrong) - 4:16
5. "Bang" (Cliff) - 4:43
6. "Guns of Brixton" ( Paul Simonon) - 3:38
7. "Reggae Music" (Cliff/Armstrong) - 3:55
8. "Outsider" (Cliff/Armstrong) - 2:58
9. "Rebel Rebel" (Cliff) - 3:03
10. "Ruby Soho" (L Fredriksen/R Freeman/Armstrong) - 2:53
11. "Blessed Love" (Cliff) - 4:18
12. "Ship Is Sailing" (Cliff) - 3:06
13. "One More" (Alt. Version) (Cliff) - 3:31

## Musiker
- Sång, trummor (nyabinghi) – Jimmy Cliff
- Kör – Aimee Allen, Ashli Haynes, Dash Hutton, Jean McClain, Jordis Unga, Nicki Bonner, Tim Hutton
- Barytonsaxofon, tenorsaxofon, flöjt – James King
- Basgitarr – J Bonner
- Trummor – Scott Abels
- Lead guitar, rytmgitarr – Tim Armstrong
- Orgel – Dan Boer
- Piano, gitarr – Kevin Bivona
- Saxofon – David Moyer, Liam Philpot
- Trumpet, trombon – Jordan Katz, Michael Bolger
- Mastering - Joe LaPorta